# Karim Kassem
Karim Kassem (Beirut, 1990) és un director de cinema libanés.
Ha dirigit les pel·lícules Only The Winds (2020), Octopus (2021) i Thiiird (2023). El 2024 estrena, a la Mostra de València, la pel·lícula Moondove.